# Molí de Baix (Sant Quirze Safaja)
El Molí de Baix era una molí del terme municipal de Sant Quirze Safaja, a la comarca del Moianès.
Era a la dreta del Tenes, a l'extrem meridional del terme, uns 300 metres al sud-est del Molí de Llobateres. Era molt a prop del límit del terme, a ran del Gorg Negre.
Hi ha restes de runes de l'habitatge del molí. Queden estructures inferiors bastant ben conservades, com el carcabà, la sala de la mola o la sortida d'aigua cap a la riera.